# Girton (Cambridgeshire)
Pour les articles homonymes, voir Girton.
Girton est une paroisse civile et un village du Cambridgeshire, en Angleterre.